# Icefields Parkway

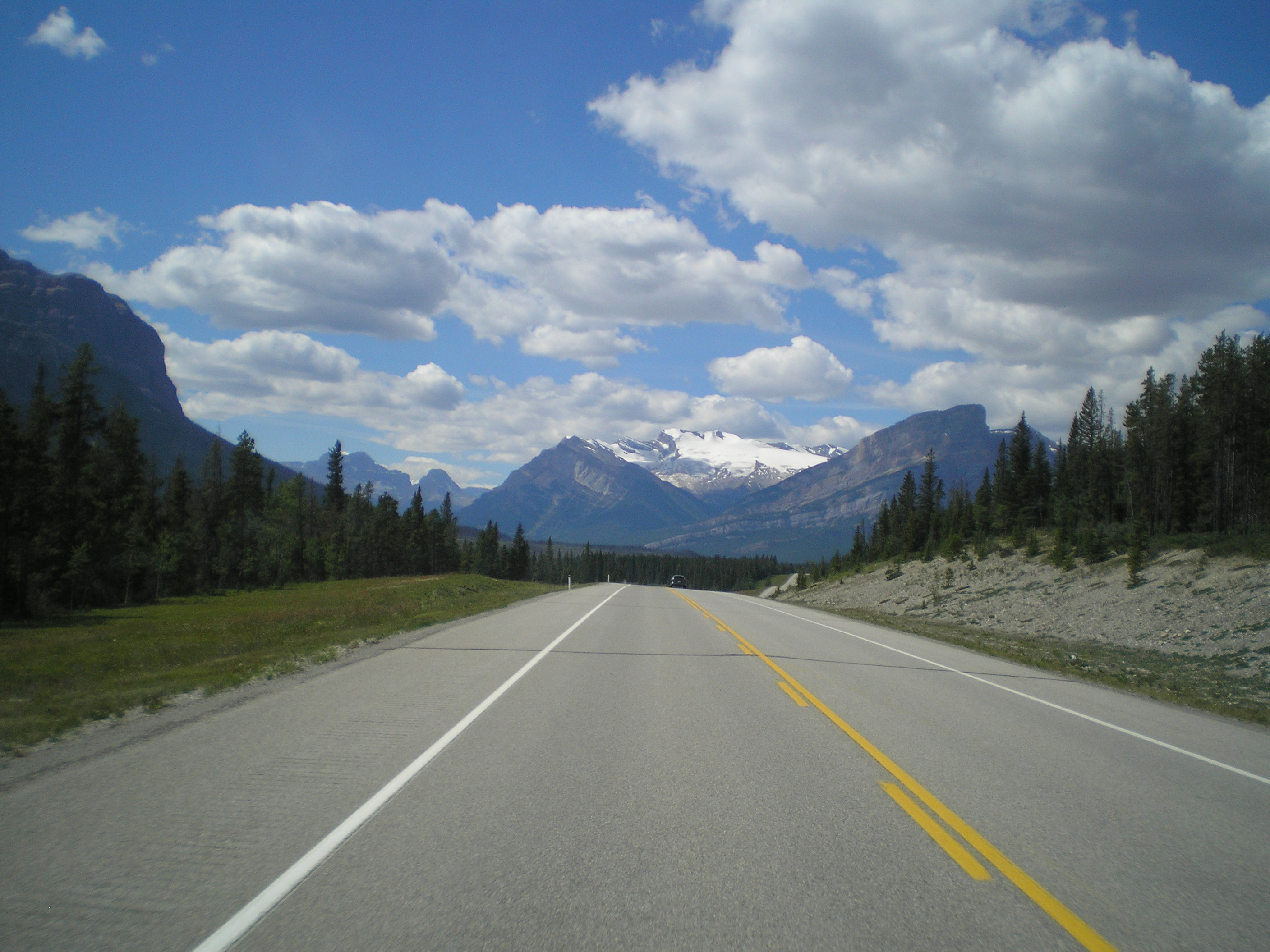
Icefields Parkway.

La Icefields Parkway (en inglés), Promenade des Glaciers (en francés) o Carretera de los campos de hielo, conocida y denominada oficialmente como Highway 93, es una carretera situada en la provincia de Alberta, Canadá. 
El recorrido de la vía es paralelo a la divisoria continental y transcurre por el paisaje agreste de la Montañas Rocosas canadienses, a través de los parques nacionales de Banff y Jasper. La Icefields Parkway une las localidades de Lake Louise y Jasper. Comparte un tramo con la Highway 1, que es parte de la Trans-Canada Highway, entre Lake Louise y el cruce de Castle Mountain, donde continúa hacia el parque nacional Kootenay, ya en la provincia de Columbia Británica, como Banff-Windermere Highway.
La carretera de los campos de hielo tiene una longitud de unos 230 km y fue terminada en 1940. Se construyó en la década de 1930, la época de la Gran Depresión, para dar empleo. Más tarde, hasta el año 1960 se amplió hasta su longitud actual. Recibe su nombre por lugares que se encuentran en torno a ella como el campo de hielo Columbia o el campo de hielo Wapta y numerosos glaciares, visibles desde la autovía. 
Esta carretera es muy frecuentada durante los meses de verano, con un tráfico máximo de hasta cien mil vehículos por mes. En general, es una autovía de dos carriles. 
Para circular por esta autovía se necesita un permiso de parques nacionales. Las estaciones cerca de Lake Louise y de Jasper hacen que se cumpla la ley. Los camiones de transporte comercial tienen prohibida la circulación y la velocidad máxima permitida para cualquier vehículo es de 90 km/h (55 mph). En algunos tramos el límite es menor, como por ejemplo en el Saskatchewan Crossing y en la zona cercana al campo de hielo Columbia y al glaciar Athabasca. En invierno es obligatorio llevar cadenas o neumáticos de todo tiempo. Los cierres de la Highway 93 no son infrecuentes, debido a las condiciones meteorológicas invernales. 

## Puntos de interés
Saliendo desde Lake Louise, la Icefields Parkway pasa junto a estos lugares:
- Glaciar Crowfoot, lago Bow y glaciar Bow
- Río Bow
- Bow Summit (2068 m) y lago Peyto
- Cañón Mistaya
- Saskatchewan River Crossing
- Parker Ridge
- Campo de hielo Columbia, glaciar Athabasca y Icefield Centre
- Athabasca Falls
- Río Sunwapta, Paso Sunwapta y Sunwapta Falls